# Cratere Hecataeus
Hecataeus è un grande cratere lunare di 133,67 km situato nella parte sud-orientale della faccia visibile della Luna.
Il cratere è dedicato al geografo greco Ecateo di Mileto.

## Crateri correlati
Alcuni crateri minori situati in prossimità di Hecataeus sono convenzionalmente identificati, sulle mappe lunari, attraverso una lettera associata al nome.
| Hecataeus | Coordinate            | Diametro (in km) |
| --------- | --------------------- | ---------------- |
| A         | 22°06′36″S 81°46′48″E | 11,15            |
| B         | 19°22′48″S 75°37′12″E | 68,09            |
| C         | 18°57′36″S 73°05′24″E | 20,36            |
| E         | 18°31′12″S 72°38′24″E | 14,06            |
| J         | 22°28′12″S 80°54′00″E | 10,71            |
| K         | 19°36′00″S 79°41′24″E | 94,14            |
| L         | 19°04′12″S 78°57′00″E | 23,31            |
| M         | 20°47′24″S 84°11′24″E | 18,93            |
| N         | 20°54′36″S 80°56′24″E | 10,82            |